# Pócs Tamás (botanikus)
Pócs Tamás (Budapest, 1933. augusztus 6. –) Széchenyi-díjas magyar botanikus, ökológus, főiskolai és egyetemi tanár, a Magyar Tudományos Akadémia rendes tagja. Kutatási területei a mohák rendszertani és elterjedési viszonyai, a trópusi ökológia, a Délnyugat-Dunántúl és a Déli-Kárpátok növényvilága. Nevéhez fűződik számos növénypéldány begyűjtése, illetve száznegyven új növényfaj leírása. 1991 és 1995 között a Magyar Biológiai Társaság elnöke. Dédapja Kozma Ferenc (1844–1920) pedagógus, publicista, akadémikus; testvére Pócs Éva (1936) folklórkutató.

## Életpályája
1951-ben érettségizett, majd beiratkozott az Eötvös Loránd Tudományegyetem Természettudományi Kar botanika szakára, ahol 1956-ban szerzett botanikusdiplomát. 1959-ben védte meg egyetemi doktori disszertációját. Diplomájának megszerzése után a budapesti Természettudományi Múzeum Növénytárában kapott állást, itt dolgozott 1962-ig. Ekkor átkerült az egri tanárképző főiskolára, ahol a növénytani tanszéken kezdett el oktatni, először adjunktusi beosztásban, majd docensként és főiskolai tanárként. 1978-ban átment az MTA vácrátóti Botanikai Kutatóintézetébe (1984-től MTA Ökológiai és Botanikai Kutatóintézet), ahol tudományos tanácsadóként dolgozott, később a botanikai osztály vezetőjévé nevezték ki. 1983-ban az Eötvös Loránd Tudományegyetem címzetes egyetemi tanárrá avatta. 1991-ben visszatért Egerbe, az addigra már Eszterházy Károly Főiskola név alatt működő intézménybe, ahol a növénytani tanszék vezetője és a főiskola főigazgató-helyettese lett. 1996-ban vonult nyugdíjba, majd ugyanebben az évben habilitált. 1997 és 2003 között egyetemi tanári beosztásban oktatott tovább. 1999-ben az MTA és a főiskola közös Bryológiai (Mohakutató) Kutatócsoportjának vezetésével bízták meg. 2003-ban professor emeritusi címet kapott. Emellett 1969 és 1973, valamint 1985 és 1989 között a morogorói Tanzániai Agrártudományi Egyetem meghívott előadója és vendégprofesszora volt. 2004-től a Collegium Budapesten vezet elméleti és űrbotanikai kutatásokat. 2003-ban Szilárd Leó-ösztöndíjjal kutatott.
1967-ben védte meg a biológiai tudományok kandidátusi, 1977-ben akadémiai doktori értekezését. Az MTA Botanikai Bizottságának lett tagja, később az MTA Miskolci Területi Bizottságába is bekerült. 1995-ben a Magyar Tudományos Akadémia levelező, 2001-ben rendes tagjává választották meg. Emellett 1991-ben a Norvég Tudományos és Irodalmi Akadémia is felvette tagjai sorába. Az Acta Botanica Hungarica szerkesztőbizottságába is bekerült. A Magyar Biológiai Társaság tagja, később elnökségi tagja volt. 1991 és 1995 között állt a tudományos társaság élén.

## Munkássága
Fő kutatási területe a mohák rendszertani és elterjedési viszonyai, a trópusi ökológia, a Délnyugat-Dunántúl és a Déli-Kárpátok növényvilága, valamint Magyarország és a trópusi Afrika erdővegetációja.
Nevéhez fűződik többek között több tanzániai vidék, így az Uluguru-hegység teljes körű és komplex ökológiai tanulmányozása és vegetációjának feltérképezése. Elsőnek mutatta ki a trópusi mohák szerepét a csapadék vizének tér- és időbeli elosztásában, ez számít egyik legjelentősebb eredményének. Több mohanemzetség (Aphanolejeunea és az új-guineai Cololejeuneiodeae) rendszertani revízióját végezte el.
Expedíciói során közel százharmincezer növénypéldányt gyűjtött, illetve száznegyven új növényfajt sikerült leírnia. Trópusi kutatásain kívül cönológiai és ökológiai szempontok alapján vizsgálta Magyarország löszfalait. Publikációit magyar, német és angol nyelven adja közre.

## Családja
Egyik anyai dédapja Kozma Ferenc (1844–1920) pedagógus, publicista, akadémikus volt. Húga Pócs Éva folklórkutató, egyetemi tanár, aki korábban Csalog Zsolt szociológus, cigányságkutató felesége volt. Felesége Czímer Sarolta, aki az Eszterházy Károly Főiskola laboránsa. Házasságukból két fiú (Ábel Zoltán és Bence), illetve egy leánygyermek (Kata Rita) született. Előző házasságából egy fia született, Pócs Tamás Emerton díjas basszusgitáros.

## Díjai, elismerései
- Akadémiai Díj (1980)
- Teleki Sámuel-érem
- Szent-Györgyi Albert-díj (1996)
- Pro Natura díj (2000)
- A Magyar Köztársasági Érdemrend tisztikeresztje (2010)
- Széchenyi-díj (2014)

## Főbb publikációi
- Vegetationsstudien im Őrség (Ungarisches Postalpenvorland)Vegetációtanulmányok az Őrségben (társszerző, 1958)
- Komplex vegetációtanulmányok Kelet-Afrikában (Tanzánia, Uluguru hegység) (1977)
- The Epiphytic Biomass and its Effect on the Water Balance of Two Rain Forest Types in the Uluguru Mountains (Tanzania, East Africa) (1980)
- Tropical Forest Bryophytes (1982)
- New or Little Known Epiphyllous Liverworts, III. The Genus Aphanolejeunea Evans in Tropical Africa (1984)
- The Altitudinal Distribution of Kilimanjaro Bryophytes (1987)
- Epiphyllous Liverwort Diversity at Worldwide Level and its Threat and Conservation (1996)
- A löszfalak virágtalan növényzete I. Orografikus ivatag a Kárpát-medencében (1999)
- Bryophyte Speciation and Diversity in the East African Mountains (1999)
- Bryopgeography and Conservation of Bryophytes (társszerző, 2000)
- Life in the Dark Dune Spots of Mars: a Testable Hypothesis (társszerző, 2007)
- Pócs Tamás–Sass-Gyarmati Andrea: Az Erdélyi szigethegység virágai / Florile din Munţii ApuseniFlowers of the Romanian Western Carpathians; szerzői, Eger, 2007